# 53. Kongress der Vereinigten Staaten
Der 53. Kongress der Vereinigten Staaten, bestehend aus dem Repräsentantenhaus und dem Senat, war die Legislative der Vereinigten Staaten. Seine Legislaturperiode dauerte vom 4. März 1893 bis zum 4. März 1895. Alle Abgeordneten des Repräsentantenhauses sowie ein Drittel der Senatoren (Klasse I) waren im Jahr 1892 bei den Kongresswahlen gewählt worden. Dabei ergab sich in beiden Kammern eine Mehrheit für die Demokratische Partei, die mit Grover Cleveland auch den Präsidenten stellten. Die Republikanische Partei musste sich mit der Oppositionsrolle begnügen. Im Verlauf der Legislaturperiode kam es durch Rücktritte und Todesfälle zu kleineren personellen Änderungen, die aber die Mehrheitsverhältnisse nicht veränderten. Der Kongress tagte in der amerikanischen Bundeshauptstadt Washington, D.C. Die Vereinigten Staaten bestanden damals aus 44 Bundesstaaten. Die Sitzverteilung im Repräsentantenhaus basierte auf der Volkszählung von 1890.

## Wichtige Ereignisse
Siehe auch 1893, 1894 und 1895
- 4. März 1893: Beginn der Legislaturperiode des 53. Kongresses. Gleichzeitig wird der ebenfalls im November 1892 gewählte Grover Cleveland als neuer US-Präsident vereidigt. Er löst den Republikaner Benjamin Harrison ab. Für Cleveland ist es bereits seine zweite Amtszeit, da er bereits zwischen 1885 und 1889 das Amt des US-Präsidenten bekleidete.
- 5. Mai 1893: Ein Kurseinbruch an der New Yorker Börse löst eine unter dem Namen Panic of 1893 bekannt gewordene Wirtschaftskrise aus.
- 7. November:  In Colorado erhalten Frauen das Wahlrecht.
- 1. Mai 1894: Ein unter dem Namen Coxey's Army bekannt gewordener Protestmarsch von Arbeitslosen trifft in Washington DC ein.

## Die wichtigsten Gesetze
In den Sitzungsperioden des 53. Kongresses wurden unter anderem folgende Bundesgesetze verabschiedet (siehe auch: Gesetzgebungsverfahren):
- 16. Juli 1894: Utah Enabling Act
- 27. August 1894: Wilson–Gorman Tariff Act
- 18. Februar 1895: Maguire Act of 1895

## Zusammensetzung nach Parteien

### Senat
- Demokratische Partei: 44
- Republikanische Partei: 40
- Sonstige: 4
- Vakant: 0

Gesamt: 88 Stand am Ende der Legislaturperiode

### Repräsentantenhaus
- Demokratische Partei: 218
- Republikanische Partei: 124
- Sonstige: 14
- Vakant: 0

Gesamt: 356
Außerdem gab es noch vier nicht stimmberechtigte Kongressdelegierte.

## Amtsträger

### Senat
- Präsident des Senats: Adlai Stevenson (D)
- Präsident pro tempore: Charles F. Manderson (R) bis 22. März 1893, dann Isham G. Harris (D) bis 7. Januar 1895 und wieder ab dem 10. Januar 1895. Dazwischen übte Matt Whitaker Ransom (D) das Amt für drei Tage aus.

### Repräsentantenhaus
- Sprecher des Repräsentantenhauses: Charles Frederick Crisp (D)

## Senatsmitglieder
Im 53. Kongress vertraten folgende Senatoren ihre jeweiligen Bundesstaaten:
| Alabama - 2. John Tyler Morgan (D) - 3. James L. Pugh (D) Arkansas - 2. James Henderson Berry (D) - 3. James Kimbrough Jones (D) Kalifornien - 1. Stephen M. White (D) - 3. Leland Stanford (R) bis zum 21. Juni 1893 - George Clement Perkins (R) ab dem 26. Juli 1893 Colorado - 2. Edward O. Wolcott (R) - 3. Henry Moore Teller (R) Connecticut - 1. Joseph Roswell Hawley (R) - 3. Orville H. Platt (R) Delaware - 1. George Gray (D) - 2. Anthony C. Higgins (R) Florida - 1. Samuel Pasco (D) - 3. Wilkinson Call (D) Georgia - 2. Alfred H. Colquitt (D) bis zum 26. März 1894 - Patrick Walsh (D) ab dem 2. April 1894 - 3. John Brown Gordon (D) Idaho - 2. George Laird Shoup (R) - 3. Fred Dubois (R) Illinois - 2. Shelby Moore Cullom (R) - 3. John M. Palmer (D) Indiana - 1. David Turpie (D) - 3. Daniel W. Voorhees (D) Iowa - 2. James F. Wilson (R) - 3. William B. Allison (R) Kansas - 2. John Martin (D) - 3. William A. Peffer (P = Populist Party) Kentucky - 2. William Lindsay (D) - 3. Joseph Blackburn (D) Louisiana - 2. Donelson Caffery (D) - 3. Edward Douglass White (D) bis zum 12. März 1894 - Newton C. Blanchard (D) ab dem 12. März 1894 Maine - 1. Eugene Hale (R) - 2. William P. Frye (R) Maryland - 1. Arthur Pue Gorman (D) - 3. Charles Hopper Gibson (D) Massachusetts - 1. Henry Cabot Lodge (R) - 2. George Frisbie Hoar (R) Michigan - 1. Francis B. Stockbridge (R) bis zum 30. April 1894 - John Patton (R) vom 5. Mai 1894 bis zum 14. Januar 1895 - Julius C. Burrows (R) ab dem 24. Januar 1894 - 2. James McMillan (R) Minnesota - 1. Cushman Kellogg Davis (R) - 2. William D. Washburn (R) Mississippi - 1. James Z. George (D) - 2. Edward C. Walthall (D) bis zum 24. Januar 1894 - Anselm J. McLaurin (D) ab dem 7. Februar 1894 Missouri - 1. Francis Cockrell (D) - 3. George Graham Vest (D) Montana - 1. Lee Mantle (R) ab dem 16. Januar 1895 - 2. Thomas Charles Power (R) | Nebraska - 1. William V. Allen (P) - 2. Charles F. Manderson (R) Nevada - 1. William M. Stewart (Silver Republican Party) - 3. John P. Jones (R) New Hampshire - 2. William E. Chandler (R) - 3. Jacob Harold Gallinger (R) New Jersey - 1. James Smith (D) - 2. John R. McPherson (D) New York - 1. Edward Murphy (D) - 3. David B. Hill (D) North Carolina - 2. Matt Whitaker Ransom (D) - 3. Zebulon Baird Vance (D) bis zum 14. April 1894 - Thomas Jordan Jarvis (D) vom 19. April 1894 bis zum 23. Januar 1895 - Jeter Connelly Pritchard (R) ab dem 23. Januar 1895 North Dakota - 1. William N. Roach (D) - 3. Henry C. Hansbrough (R) Ohio - 1. John Sherman (R) - 3. Calvin S. Brice (D) Oregon - 2. Joseph N. Dolph (R) - 3. John H. Mitchell (R) Pennsylvania - 1. Matthew Quay (R) - 3. James Donald Cameron (R) Rhode Island - 1. Nelson W. Aldrich (R) - 2. Nathan Dixon III (R) South Carolina - 2. Matthew Butler (D) - 3. John L. M. Irby (D) South Dakota - 2. Richard F. Pettigrew (R) - 3. James H. Kyle (P) Tennessee - 1. William B. Bate (D) - 2. Isham G. Harris (D) Texas - 1. Roger Q. Mills (D) - 2. Richard Coke (D) Vermont - 1. Redfield Proctor (R) - 3. Justin Smith Morrill (R) Virginia - 1. John W. Daniel (D) - 2. Eppa Hunton (D) Washington - 1. John Lockwood Wilson (R) ab dem 19. Februar 1895 - 3. Watson C. Squire (R) West Virginia - 1. Charles James Faulkner (D) - 2. Johnson N. Camden (D) Wisconsin - 1. John L. Mitchell (D) - 3. William Freeman Vilas (D) Wyoming - 1. Clarence Don Clark (R) ab dem 23. Januar 1895 - 2. Joseph Maull Carey (R) |

## Mitglieder des Repräsentantenhauses
Folgende Kongressabgeordnete vertraten im 53. Kongress die Interessen ihrer jeweiligen Bundesstaaten:
| Alabama 9 Wahlbezirke - 1. Richard Henry Clarke (D) - 2. Jesse F. Stallings (D) - 3. William C. Oates (D) bis zum 5. November 1894 - George Paul Harrison (D) ab dem 6. November 1894 - 4. Gaston A. Robbins (D) - 5. James E. Cobb (D) - 6. John H. Bankhead (D) - 7. William Henry Denson (D) - 8. Joseph Wheeler (D) - 9. Louis Washington Turpin (D) Arkansas 6 Wahlbezirke. - 1. Philip D. McCulloch (D) - 2. Clifton R. Breckinridge (D) bis zum 14. August 1894 - John Sebastian Little (D) ab dem 3. Dezember 1894 - 3. Thomas Chipman McRae (D) - 4. William L. Terry (D) - 5. Hugh A. Dinsmore (D) - 6. Robert Neill (D) Kalifornien 7 Wahlbezirke. - 1. Thomas J. Geary (D) - 2. Anthony Caminetti (D) - 3. Samuel G. Hilborn (R) bis zum 4. April 1894 - Warren B. English (D) ab dem 4. April 1894 - 4. James G. Maguire (D) - 5. Eugene F. Loud (R) - 6. Marion Cannon (P = Populist Party) - 7. William W. Bowers (R) Colorado 2 Wahlbezirke - 1. Lafe Pence (P) - 2. John Calhoun Bell (P) Connecticut 4 Wahlbezirke - 1. Lewis Sperry (D) - 2. James P. Pigott (D) - 3. Charles A. Russell (R) - 4. Robert E. De Forest (D) Delaware Staatsweite Wahl - John W. Causey (D) Florida Zwei Wahlbezirke - 1. Stephen Mallory Jr. (D) - 2. Charles Merian Cooper (D) Georgia 11 Wahlbezirke - 1. Rufus E. Lester (D) - 2. Benjamin E. Russell (D) - 3. Charles Frederick Crisp (D) - 4. Charles L. Moses (D) - 5. Leonidas F. Livingston (D) - 6. Thomas Banks Cabaniss (D) - 7. John W. Maddox (D) - 8. Thomas G. Lawson (D) - 9. Farish Carter Tate (D) - 10. James C. C. Black (D) - 11. Henry Gray Turner (D) Idaho Staatsweite Wahl - Willis Sweet (R) Illinois 20 Wahlbezirke. Außerdem wurden zwei Abgeordnete staatsweit gewählt - 1. J. Frank Aldrich (R) - 2. Lawrence E. McGann (D) - 3. Allan C. Durborow (D) - 4. Julius Goldzier (D) - 5. Albert J. Hopkins (R) - 6. Robert R. Hitt (R) - 7. Thomas J. Henderson (R) - 8. Robert A. Childs (R) - 9. Hamilton K. Wheeler (R) - 10. Philip S. Post (R) bis zum 6. Januar 1895 - 11. Benjamin F. Marsh (R) - 12. John James McDannold (D) - 13. William McKendree Springer (D) - 14. Benjamin F. Funk (R) - 15. Joseph Gurney Cannon (R) - 16. George W. Fithian (D) - 17. Edward Lane (D) - 18. William St. John Forman (D) - 19. James R. Williams (D) - 20. George W. Smith (R) - 21. John C. Black (D) staatsweit gewählt, bis zum 12. Januar 1895 - 22. Andrew J. Hunter (D) staatsweit gewählt Indiana 13 Wahlbezirke - 1. Arthur H. Taylor (D) - 2. John L. Bretz (D) - 3. Jason B. Brown (D) - 4. William S. Holman (D) - 5. George W. Cooper (D) - 6. Henry U. Johnson (R) - 7. William D. Bynum (D) - 8. Elijah V. Brookshire (D) - 9. Daniel W. Waugh (R) - 10. Thomas Hammond (D) - 11. Augustus N. Martin (D) - 12. William F. McNagny (D) - 13. Charles G. Conn (D) Iowa 11 Wahlbezirke - 1. John H. Gear (R) - 2. Walter I. Hayes (D) - 3. David B. Henderson (R) - 4. Thomas Updegraff (R) - 5. Robert G. Cousins (R) - 6. John F. Lacey (R) - 7. John A. T. Hull (R) - 8. William Peters Hepburn (R) - 9. Alva L. Hager (R) - 10. Jonathan P. Dolliver (R) - 11. George D. Perkins (R) Kansas 7 Wahlbezirke. Außerdem wurde ein Abgeordneter staatsweit gewählt - 1. Case Broderick (R) - 2. Edward H. Funston (R) bis zum 2. August 1894 - Horace Ladd Moore (D) ab dem 2. August 1894 - 3. Thomas Jefferson Hudson (P) - 4. Charles Curtis (R) - 5. John Davis (P) - 6. William Baker (P) - 7. Jerry Simpson (P) - 8. William A. Harris (P) Kentucky 11 Wahlbezirke - 1. William Johnson Stone (D) - 2. William Thomas Ellis (D) - 3. Isaac Goodnight (D) - 4. Alexander B. Montgomery (D) - 5. Asher G. Caruth (D) - 6. Albert S. Berry (D) - 7. William Breckinridge (D) - 8. James B. McCreary (D) - 9. Thomas H. Paynter (D) bis zum 5. Januar 1895 - 10. Marcus C. Lisle (D) bis zum 7. Juli 1894 - William M. Beckner ab dem 3. Dezember 1894 - 11. Silas Adams (R) Louisiana 6 Wahlbezirke - 1. Adolph Meyer (D) - 2. Robert C. Davey (D) - 3. Andrew Price (D) - 4. Newton C. Blanchard (D) bis zum 12. März 1894 - Henry Warren Ogden (D) ab dem 12. Mai 1894 - 5. Charles J. Boatner (D) - 6. Samuel Matthews Robertson (D) Maine 4 Wahlbezirke - 1. Thomas Brackett Reed (R) - 2. Nelson Dingley (R) - 3. Seth L. Milliken (R) - 4. Charles A. Boutelle (R) Maryland 6 Wahlbezirke. - 1. Robert Franklin Bratton (D) bis zum 10. Mai 1894 - Winder Laird Henry (D) ab dem 6. November 1894 - 2. Joshua Talbott (D) - 3. Harry Welles Rusk (D) - 4. Isidor Rayner (D) - 5. Barnes Compton (D) bis zum 15. Mai 1894 - Charles Edward Coffin (R) ab dem 6. November 1894 - 6. William McMahon McKaig (D) Massachusetts 13 Wahlbezirke - 1. Ashley B. Wright (R) - 2. Frederick H. Gillett (R) - 3. Joseph H. Walker (R) - 4. Lewis D. Apsley (R) - 5. Moses T. Stevens (D) - 6. William Cogswell (R) - 7. William Everett (D) - 8. Samuel W. McCall (R) - 9. Joseph H. O’Neil (D) - 10. Michael J. McEttrick (unabhängiger Demokrat) - 11. William F. Draper (R) - 12. Elijah A. Morse (R) - 13. Charles S. Randall (R) Michigan 12 Wahlbezirke - 1. John Logan Chipman (D) bis zum 17. August 1893 - Levi T. Griffin (D) ab dem 4. Dezember 1893 - 2. James S. Gorman (D) - 3. Julius C. Burrows (R) bis zum 23. Januar 1895 - 4. Henry F. Thomas (R) - 5. George F. Richardson (D) - 6. David D. Aitken (R) - 7. Justin Rice Whiting (D) - 8. William S. Linton (R) - 9. John W. Moon (R) - 10. Thomas A. E. Weadock (D) - 11. John Avery (R) - 12. Samuel M. Stephenson (R) Minnesota 7. Wahlbezirke - 1. James Albertus Tawney (R) - 2. James McCleary (R) - 3. Osee M. Hall (D) - 4. Andrew Kiefer (R) - 5. Loren Fletcher (R) - 6. Melvin Baldwin (D) - 7. Haldor Boen (P) Mississippi 7 Wahlbezirke - 1. John Mills Allen (D) - 2. John Curtis Kyle (D) - 3. Thomas C. Catchings (D) - 4. Hernando Money (D) - 5. John Sharp Williams (D) - 6. T. R. Stockdale (D) - 7. Charles E. Hooker (D) Missouri 15 Wahlbezirke - 1. William H. Hatch (D) - 2. Uriel Sebree Hall (D) - 3. Alexander Monroe Dockery (D) - 4. Daniel Dee Burnes (D) - 5. John Charles Tarsney (D) - 6. David A. De Armond (D) - 7. John T. Heard (D) - 8. Richard P. Bland (D) - 9. Champ Clark (D) - 10. Richard Bartholdt (R) - 11. Charles Frederick Joy (R) bis zum 3. April 1894 - John Joseph O’Neill (D) ab dem 3. April 1894 - 12. Seth Wallace Cobb (D) - 13. Robert Washington Fyan (D) - 14. Marshall Arnold (D) - 15. Charles Henry Morgan (D) | Montana Staatsweite Wahl - Charles S. Hartman (R) Nebraska 6 Wahlbezirke - 1. William Jennings Bryan (D) - 2. David Henry Mercer (R) - 3. George de Rue Meiklejohn (R) - 4. Eugene Jerome Hainer (R) - 5. William A. McKeighan (P) - 6. Omer Madison Kem (P) Nevada Staatsweite Wahl - Francis G. Newlands (D) New Hampshire 2 Wahlbezirke - 1. Henry W. Blair (R) - 2. Henry Moore Baker (R) New Jersey 8 Wahlbezirke - 1. Henry C. Loudenslager (R) - 2. John J. Gardner (R) - 3. Jacob Augustus Geissenhainer (D) - 4. Johnston Cornish (D) - 5. Cornelius A. Cadmus (D) - 6. Thomas Dunn English (D) - 7. George Bragg Fielder (D) - 8. John T. Dunn (D) New York 34 Wahlbezirke - 1. James W. Covert (D) - 2. John Michael Clancy (D) - 3. Joseph C. Hendrix (D) - 4. William J. Coombs (D) - 5. John H. Graham (D) - 6. Thomas F. Magner (D) - 7. Franklin Bartlett (D) - 8. Edward J. Dunphy (D) - 9. Timothy J. Campbell (D) - 10. Daniel E. Sickles (D) - 11. Amos J. Cummings (D) bis zum 21. November 1894 - 12. William Bourke Cockran D) - 13. John De Witt Warner (D) - 14. John R. Fellows (D) bis zum 31. Dezember 1893 - Lemuel E. Quigg (R) ab dem 30. Januar 1894 - 15. Ashbel P. Fitch (D) bis zum 26. Dezember 1893 - Isidor Straus (D) ab dem 30. Januar 1894 - 16. William Ryan (D) - 17. Francis Marvin (R) - 18. Jacob LeFever (R) - 19. Charles Delemere Haines (D) - 20. Charles Tracey (D) - 21. Simon J. Schermerhorn (D) - 22. Newton Martin Curtis (R) - 23. John M. Wever (R) - 24. Charles A. Chickering (R) - 25. James S. Sherman (R) - 26. George W. Ray (R) - 27. James J. Belden (R) - 28. Sereno E. Payne (R) - 29. Charles W. Gillet (R) - 30. James Wolcott Wadsworth (R) - 31. John Van Voorhis (R) - 32. Daniel N. Lockwood (D) - 33. Charles Daniels (R) - 34. Warren B. Hooker (R) North Carolina 9 Wahlbezirke - 1. William A. B. Branch (D) - 2. Frederick Augustus Woodard (D) - 3. Benjamin F. Grady (D) - 4. Benjamin H. Bunn (D) - 5. Thomas Settle (R) - 6. Sydenham Benoni Alexander (D) - 7. John S. Henderson (D) - 8. William H. Bower (D) - 9. William T. Crawford (D) North Dakota Staatsweite Wahl - Martin N. Johnson (R) Ohio 21 Wahlbezirke - 1. Bellamy Storer (R) - 2. John A. Caldwell (R) bis zum 4. Mai 1894 - Jacob H. Bromwell (R) ab dem 3. Dezember 1894 - 3. George W. Houk (D) bis zum 9. Februar 1894 - Paul J. Sorg (D) ab dem 21. Mai 1894 - 4. Fernando C. Layton (D) - 5. Dennis D. Donovan (D) - 6. George W. Hulick (R) - 7. George W. Wilson (R) - 8. Luther M. Strong (R) - 9. Byron F. Ritchie (D) - 10. William H. Enochs (R) bis zum 13. Juli 1893 - Hezekiah S. Bundy (R) ab dem 4. Dezember 1893 - 11. Charles H. Grosvenor (R) - 12. Joseph H. Outhwaite (D) - 13. Darius D. Hare (D) - 14. Michael D. Harter (D) - 15. H. Clay Van Voorhis (R) - 16. Albert J. Pearson (D) - 17. James A. D. Richards (D) - 18. George P. Ikirt (D) - 19. Stephen A. Northway (R) - 20. William J. White (R) - 21. Tom L. Johnson (D) Oregon 2 Wahlbezirke - 1. Binger Hermann (R) - 2. William R. Ellis (R) Pennsylvania 28 Wahlbezirke. Außerdem wurden zwei Abgeordnete staatsweit gewählt - 1. Henry H. Bingham (R) - 2. Charles O’Neill (R) bis zum 25. November 1893 - Robert Adams (R) ab dem 19. Dezember 1893 - 3. William McAleer (D) - 4. John E. Reyburn (R) - 5. Alfred C. Harmer (R) - 6. John Buchanan Robinson (R) - 7. Irving Price Wanger (R) - 8. William Mutchler (D) bis zum 23. Juni 1893 - Howard Mutchler (D) ab dem 7. August 1893 - 9. Constantine Jacob Erdman (D) - 10. Marriott Henry Brosius (R) - 11. Joseph A. Scranton (R) - 12. William Henry Hines (D) - 13. James Bernard Reilly (D) - 14. Ephraim Milton Woomer (R) - 15. Myron Benjamin Wright (R) bis zum 13. November 1894 - Edwin J. Jorden (R) ab dem 23. Februar 1895 - 16. Albert Cole Hopkins (R) - 17. Simon Peter Wolverton (D) - 18. Thaddeus Maclay Mahon (R) - 19. Frank Eckels Beltzhoover (D) - 20. Josiah Duane Hicks (R) - 21. Daniel Brodhead Heiner (R) - 22. John Dalzell (R) - 23. William A. Stone (R) - 24. William Allen Sipe (D) - 25. Thomas Wharton Phillips (R) - 26. Joseph C. Sibley (D) - 27. Charles Warren Stone (R) - 28. George Frederic Kribbs (D) - 29. Alexander McDowell (R) staatsweit gewählt - 30. William Lilly (R) staatsweit gewählt bis zum 1. Dezember 1893 - Galusha A. Grow (R) ab dem 26. Februar 1894 Rhode Island 2 Wahlbezirke - 1. Oscar Lapham (D) - 2. Charles H. Page (D) ab dem 5. April 1893 South Carolina 7 Wahlbezirke. - 1. William H. Brawley (D) bis zum 12. Februar 1894 - James F. Izlar (D) ab dem 12. April 1894 - 2. W. Jasper Talbert (D) - 3. Asbury Latimer (D) - 4. George W. Shell (D) - 5. Thomas J. Strait (D) - 6. John L. McLaurin (D) - 7. George W. Murray (R) South Dakota Staatsweite Wahlen für beide Abgeordneten - John Pickler (R) - William V. Lucas (R) Tennessee 10 Wahlbezirke - 1. Alfred A. Taylor (R) - 2. John C. Houk (R) - 3. Henry C. Snodgrass (D) - 4. Benton McMillin (D) - 5. James D. Richardson (D) - 6. Joseph E. Washington (D) - 7. Nicholas N. Cox (D) - 8. Benjamin A. Enloe (D) - 9. James Calvin McDearmon (D) - 10. Josiah Patterson (D) Texas 13 Wahlbezirke. - 1. Joseph Chappell Hutcheson (D) - 2. Samuel B. Cooper (D) - 3. Constantine B. Kilgore (D) - 4. David B. Culberson (D) - 5. Joseph Weldon Bailey (D) - 6. Joseph Abbott (D) - 7. George C. Pendleton (D) - 8. Charles K. Bell (D) - 9. Joseph D. Sayers (D) - 10. Walter Gresham (D) - 11. William H. Crain (D) - 12. Thomas M. Paschal (D) - 13. Jeremiah V. Cockrell (D) Vermont 2 Wahlbezirke - 1. H. Henry Powers (R) - 2. William W. Grout (R) Virginia 10 Wahlbezirke - 1. William Atkinson Jones (D) - 2. David Gardiner Tyler (D) - 3. George D. Wise (D) - 4. James F. Epes (D) - 5. Claude A. Swanson (D) - 6. Paul C. Edmunds (D) - 7. Charles Triplett O’Ferrall (D) bis zum 28. Dezember 1893 - Smith S. Turner (D) ab dem 30. Januar 1894 - 8. Elisha E. Meredith (D) - 9. James W. Marshall (D) - 10. Henry St. George Tucker III (D) Washington Staatsweite Wahl - John Lockwood Wilson (R) - William H. Doolittle (R) West Virginia 4 Wahlbezirke - 1. John O. Pendleton (D) - 2. William L. Wilson (D) - 3. John D. Alderson (D) - 4. James Capehart (D) Wisconsin 10 Wahlbezirke - 1. Henry A. Cooper (R) - 2. Charles Barwig (D) - 3. Joseph W. Babcock (R) - 4. Peter J. Somers (D) ab dem 27. August 1893 - 5. George H. Brickner (D) - 6. Owen A. Wells (D) - 7. George B. Shaw (R) bis zum 27. August 1894 - Michael Griffin (R) ab dem 5. November 1894 - 8. Lyman E. Barnes (D) - 9. Thomas Lynch (D) - 10. Nils P. Haugen (R) Wyoming Staatsweite Wahlen - Henry Asa Coffeen (D) |

Nicht stimmberechtigte Mitglieder im Repräsentantenhaus:
- Arizona-Territorium: Marcus A. Smith (D)
- New-Mexico-Territorium: Antonio Joseph (D)
- Oklahoma-Territorium: Dennis Thomas Flynn (R)
- Utah-Territorium: Joseph Lafayette Rawlins (D)